# Groblica (struga)
Groblica (Grobnica) – struga, lewostronny dopływ Drwęcy o długości 9,17 km, w tym 930 m. w rurociągach. 
Źródła strugi znajdują się w rejonie Jeziora Fabrycznego na południe od Nowego Miasta Lubawskiego, a ujście w Nowym Mieście Lubawskim w okolicy ul. Wojska Polskiego.
Powierzchnia zlewni Groblicy wynosi 46,2 km². Część górną i środkową zlewni stanowią tereny rolnicze. Struga stanowi tam główny odprowadzalnik wód melioracyjnych z 22 rowów melioracyjnych. Dolna część zlewni znajduje się na terenach zwartej zabudowy, gdzie strugę często przecinają kanały sanitarne, wodociągi, kable energetyczne i telekomunikacyjne. Miejscami przepływa przez zabudowania mieszkalne i gospodarcze. Ciek należy do typu potoków nizinnych.
W Groblicy można spotkać minogi.